# Locride Ozolia
     Locride Opunzia
     Locride Ozolia

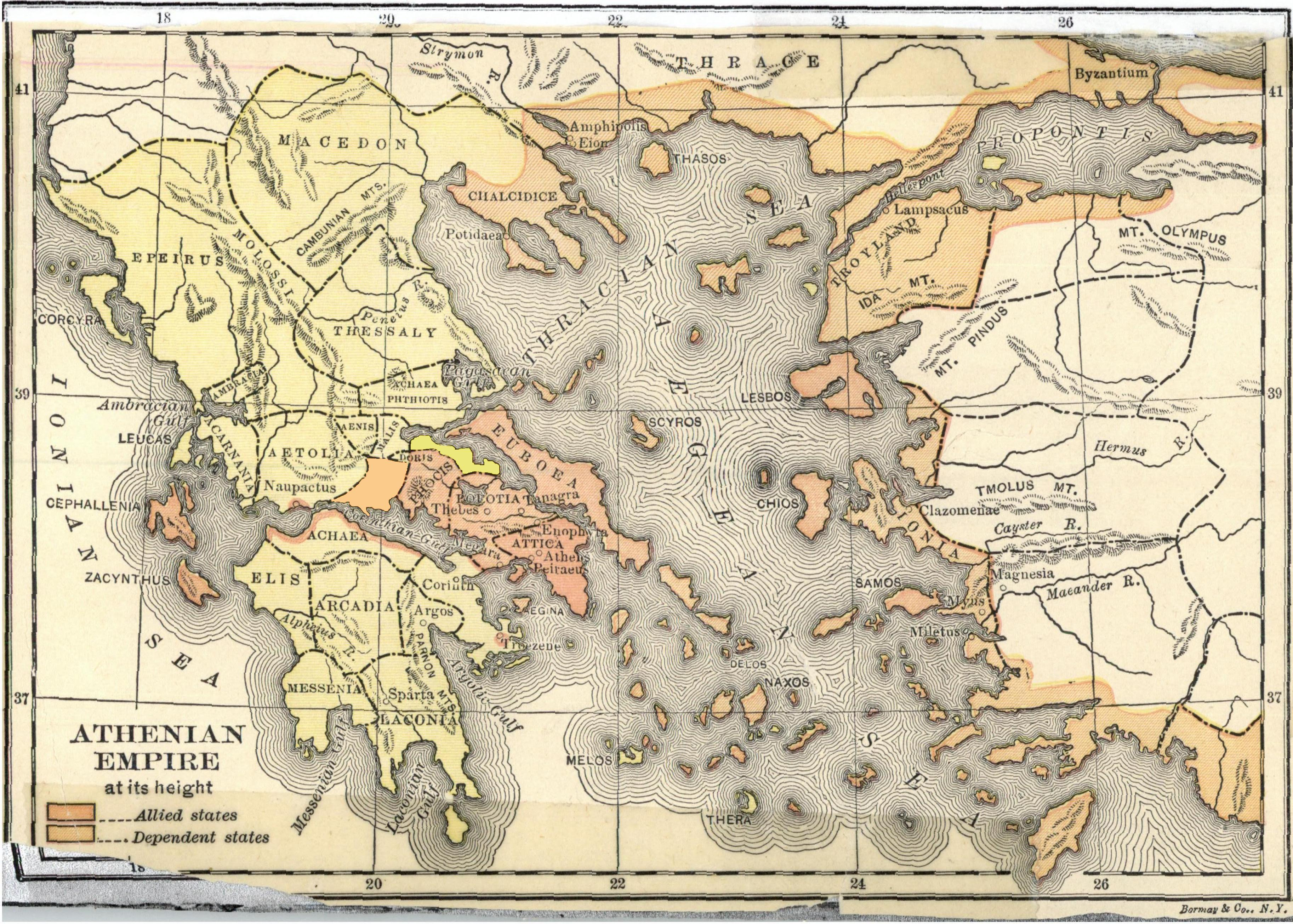
Locride Opunzia
Locride Ozolia

Locride Ozolia in Grecia Centrale, ad ovest dell'Attica, sotto il nome Locris

La Locride Ozolia o Locride Esperia è stata una regione dell'antica Grecia, abitata dai Locri Ozoli (in italiano anche Locresi Ozoli, in greco antico: Ὀζολοὶ Λοκροί?) una tribù di Locresi, sul Golfo di Corinto, confinante a nord con la Doride, ad est con la Focide e ad ovest con l'Etolia.

## Nome
Varie etimologie furono proposte dagli antichi circa l'origine del nome della regione e degli abitanti, gli Ozoli (in greco antico: Ὀζόλαι?). Alcuni ritenevano derivasse dal verbo greco ὄζειν (ozein), che significa "odorare". Secondo Strabone, questa versione poteva essere spiegata dal puzzo emanato da una sorgente ai piedi del Monte Taphiassus, sotto cui si diceva fossero sepolti Nesso ed altri centauri, mentre secondo Plutarco era dovuta agli asfodeli che profumavano l'aria. Circa la prima di queste due versioni, Pausania tramanda che, secondo quanto si diceva, Nesso, traghettando l'Eveno, fu ferito da Ercole ma non fu ucciso sul posto, cosicché poté fuggire da quel paese e, quando morì, il suo corpo marcì insepolto, permeando di puzza l'atmosfera del luogo. Altre variazioni sull'origine del nome dal verbo soprammenzionato, che Pausania incluse nella sua Descrizione della Grecia, sono: a) che le esalazioni di un fiume avevano un odore particolare e b) che i primi abitanti della regione, non sapendo tessere abiti, indossavano pelli non conciate che emanavano un odore sgradevole.
Secondo una differente tradizione menzionata da Pausania, Oreste, figlio di Deucalione, re del luogo, aveva una cagna, che diede alla luce un tralcio, invece di un cucciolo; Oreste lo seppellì e di lí in primavera nacque una vite, dai cui tralci chiamati in greco ὄζοι (ozoi) la gente del luogo trasse il suo nome.

## Geografia
La Locride Ozolia è una regione montagnosa e per gran parte non coltivabile. I declivi del monte Parnaso fino alla Focide ad est, il Monte Giona al centro ed il monte Vardusia in Etolia ad ovest occupano la gran parte del territorio. Gli unici fiumi i cui nomi siano menzionati nell'antichità sono l'Ileto ed il Dafno, quest'ultimo oggi chiamato Mornos, che scorre in direzione sud-ovest e sfocia nel golfo di Corinto vicino a Lepanto. Il confine occidentale della Locride Ozolia era situato presso il promontorio di Antirrio, di fronte al promontorio di Rio sulla costa achea. Il confine orientale, invece, era situato presso la città focese di Crissa; ed il golfo di Crissa bagnava sul suo lato occidentale la Locride e su quello orientale la Focide. La Locride Ozolia si dice fosse stata colonizzata dalla Locride Opunzia.
La sua capitale era Anfissa, mentre il porto principale era Naupacto.

## Storia
La prima menzione dei Locresi Ozoli risale ai tempi della Guerra del Peloponneso, quando sono descritti da Tucidide come semi-barbari, insieme agli Etoli e agli Acarnani, cui rassomigliavano per armamento e tecniche di combattimento. Nel 426 a.C., i Locresi promisero di assistere Demostene, lo stratego ateniese, nella sua invasione dell'Etolia; ma, dopo la sua sconfitta, la maggior parte delle tribù locresi si sottomisero senza resistenze al generale spartano Euriloco, che marciò attraverso il loro territorio da Delfi a Naupacto. In tempi successivi, i Locresi Ozoli fecero parte della Lega etolica.

## Antiche poleis
- Caleo